# Amazona dufresniana
El loro de cachetes azules, también llamado loro de Dufresne o amazona cariazul (Amazona dufresniana), es una especie de ave psitaciforme de la familia Psittacidae que habita en el noreste de América del Sur, concretamente en Venezuela, las Guayanas y el norte de Brasil. Vive en bosques de sabana hasta 1700 m s. n. m.

## Descripción
Es un loro de tamaño mediano, que mide 34 cm. Su coloración es principalmente verde, con las mejillas color azul alrededor del ojo hasta el cuello (menos en los jóvenes), una parte de la ala amarillo-naranja, una corona de color amarillento y anaranjado. No hay dimorfismo sexual apreciable, ya que los machos y las hembras son muy similares.
El nombre binomial de esta especie es en honor al zoólogo francés Louis Dufresne.

## Amenazas
Está catalogado como especie casi amenazada por la Unión Internacional para la Conservación de la Naturaleza, debido al tráfico de mascotas y la destrucción de hábitat.